# Spoorlijn Ånge - Storvik
De spoorlijn Ånge - Storvik bekend als Zweeds: Norra stambanan loopt in de provincies Gävleborgs län en Västernorrlands län.

## Geschiedenis
Het traject werd door de Statens Järnvägar in fases tussen 1866 en 1881 geopend:

## Treindiensten

### SJ
De Statens Järnvägar verzorgt het personenvervoer op dit traject met Pendeltåg/lokaltåg stoptreinen.

## Aansluitingen
In de volgende plaatsen was of is er een aansluiting van de volgende spoorwegmaatschappijen:

### Ånge
- Mittbanan spoorlijn tussen Storlien en Sundsvall

### Ljusdal
- Dellenbanan spoorlijn tussen Ljusdal en Hudiksvall

### Bollnäs
- Bollnäs - Orsa spoorlijn tussen Bollnäs en Orsa

### Kilafors
- Kilafors - Söderhamn spoorlijn tussen Kilafors en Söderhamn

### Ockelbo
Splitsing van het traject naar Storvik en naar Gävle C

### Storvik
- Bergslagsbanan spoorlijn tussen Gävle C en Kil en aftakking tussen Ställdalen en Frövi

### Gävle C
- Bergslagsbanan spoorlijn tussen Gävle C en Kil en aftakking tussen Ställdalen en Frövi
- Ostkustbanan spoorlijn tussen Stockholm en Sundsvall
- Godsstråket genom Bergslagen spoorlijn tussen Mjölby en Storvik

## ATC
Het traject voorzien van het zogenaamde Automatische Tågkontroll (ATC).

## Elektrische tractie
Het traject werd geëlektrificeerd met een spanning van 15.000 volt 16 2/3 Hz wisselstroom.

## Afbeeldingen

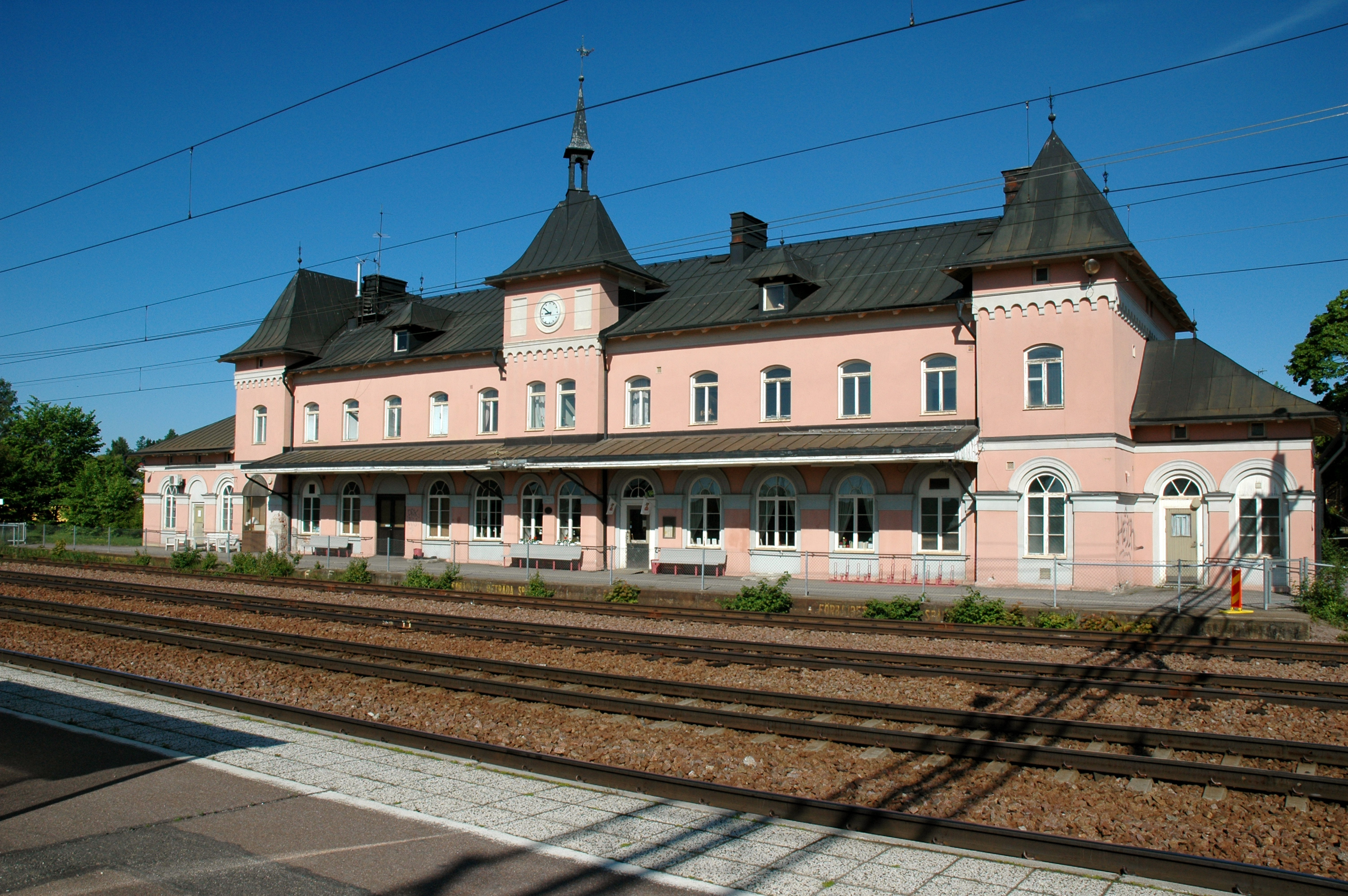
Station Storvik
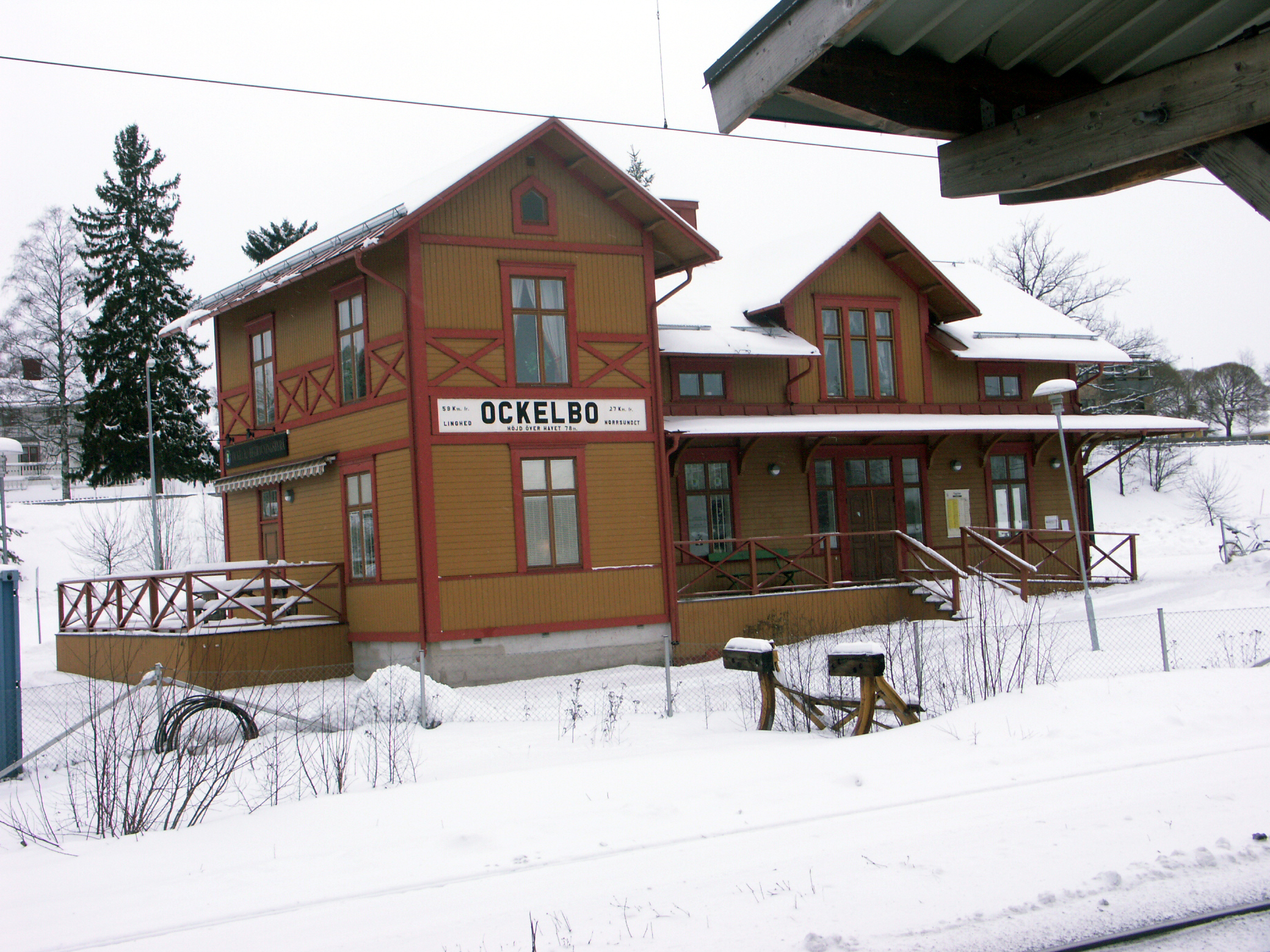
Station Ockelbo
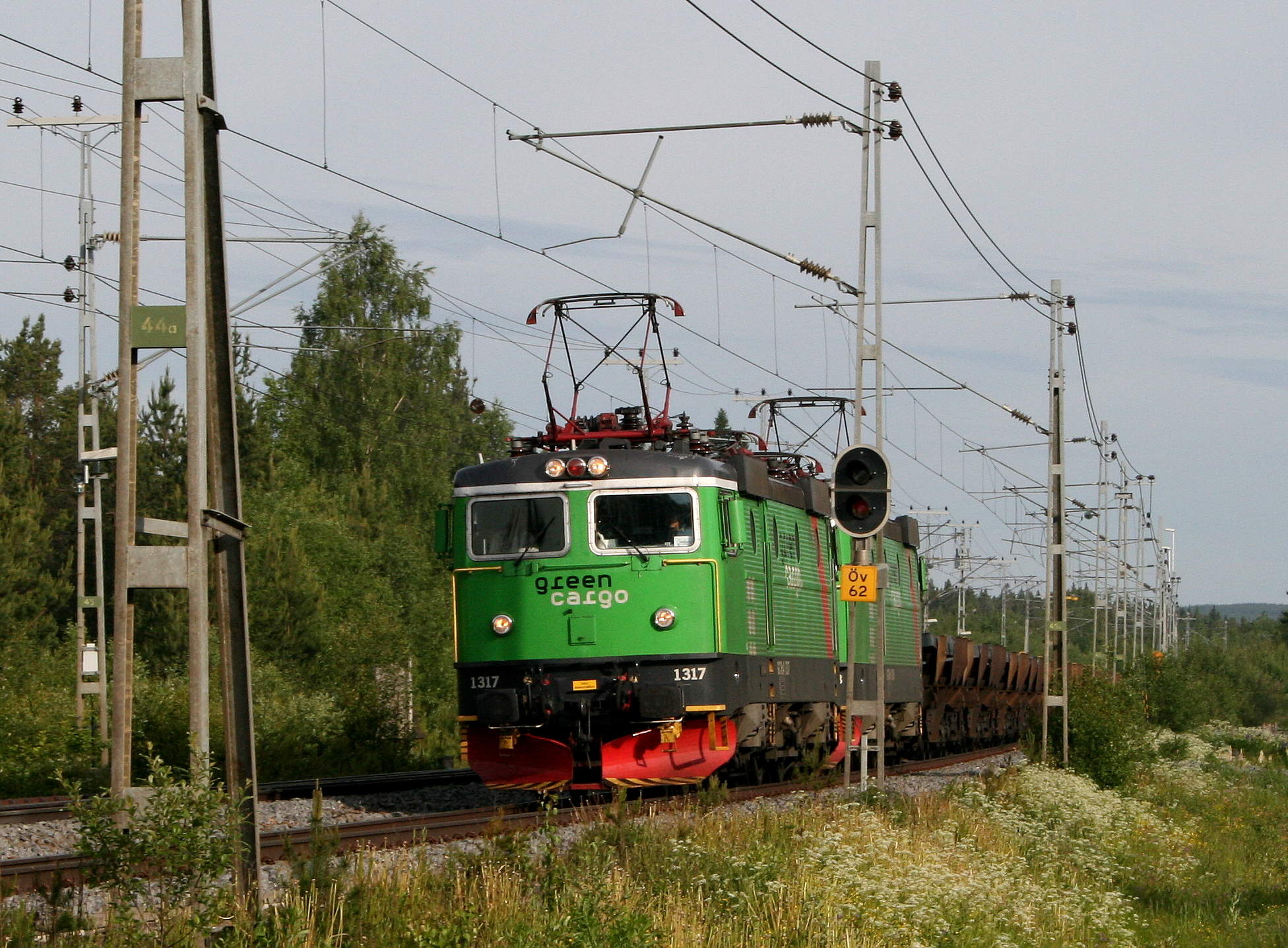
Bij Östavall
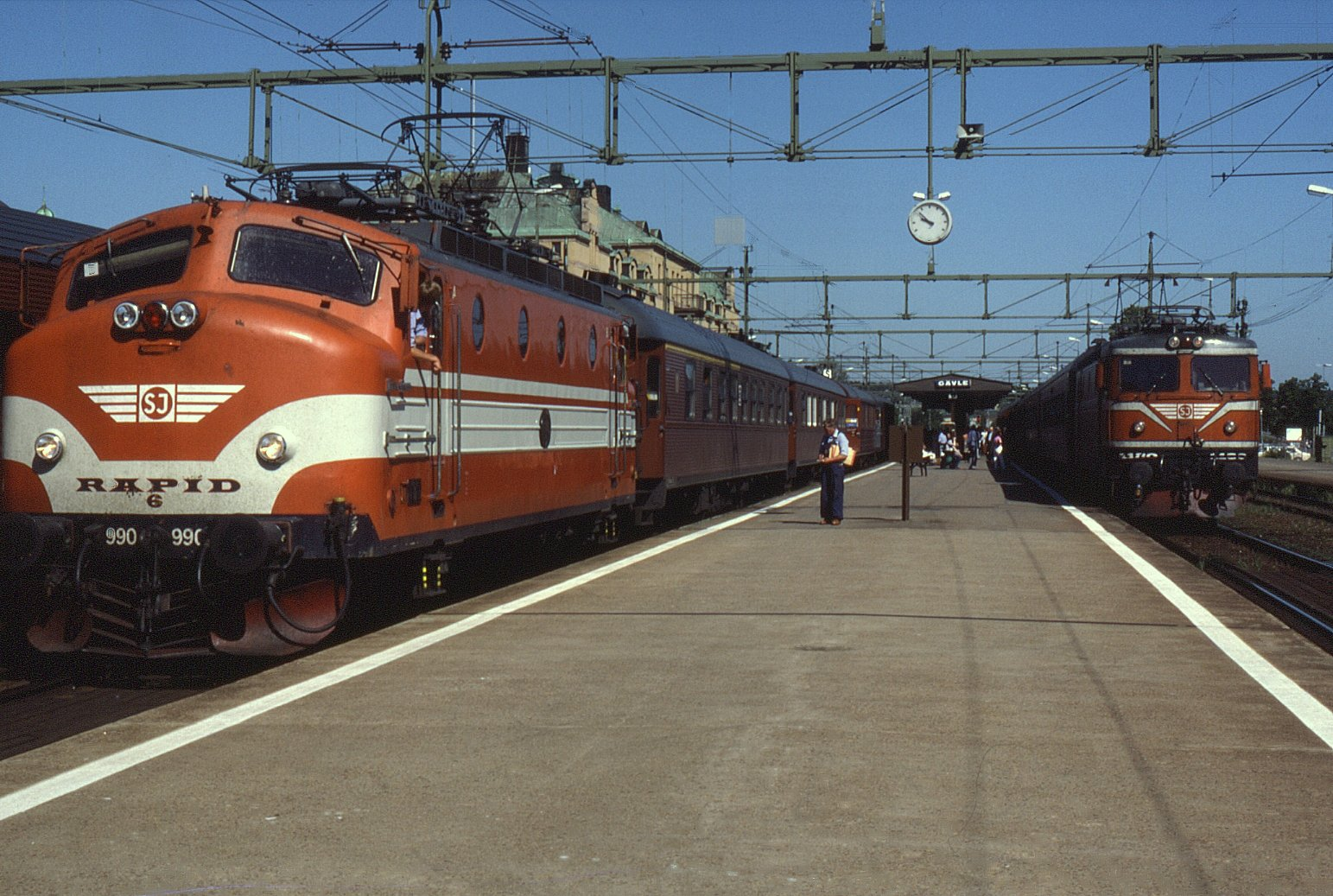
Station Gävle, 1986

## Bron
- Historiskt om Svenska Järnvägar
- Jarnvag.net